# Cello rock
Pour les articles homonymes, voir Cello.
Genres associés
Rock industriel
Le cello rock (« rock violoncelle ») et le cello metal (« metal violoncelle ») sont des sous-genres musicaux du rock et du heavy metal, respectivement. Les deux sous-genres se différencient des autres genres de rock et de heavy metal par l'utilisation principale de violoncelles et de violons. Les groupes et musiciens classés comme tels incluent notamment HalfPastDark (HPD), Apocalyptica,, Break of Reality,, Coppelius, Judgement Day,, Maya Beiser, Primitivity, Rasputina, The 440 Alliance, 2Cellos et Cello Fury.

## Caractéristiques
Le cello rock et le cello metal sont deux sous-genres caractérisés par l'utilisation de violoncelles (aussi bien que d'autres instruments à cordes frottées comme le violon ou l'alto) comme instruments principaux, à côté d'instruments de rock plus traditionnels comme la guitare électrique, la basse ou la batterie.
Les violoncelles, souvent dans des ensembles de trois ou plus, sont utilisés pour créer le son, le rythme et la texture semblable à celui de la musique rock familière, mais distinctement réorganisé par les timbres uniques et les genres plus traditionnels du violoncelle (en particulier) et des autres instruments à cordes utilisés. Les violoncelles et les autres instruments à cordes sont souvent amplifiés, parfois modifiés et souvent joués de manière à imiter le son des guitares électriques[réf. souhaitée]. Ils sont également caractérisés par une atmosphère sombre.